# Gobisaurus
Gobisaurus là một chi khủng long, được Vickaryous A. P. Russell P. Currie & Zhao X. mô tả khoa học năm 2001.